# 岢岚县
岢岚县是中国山西省忻州市所辖的一个县。总面积为1980平方公里，縣人民政府駐嵐漪鎮。中国太原卫星发射中心位于境内。

## 历史
隋朝时，属岚城县，唐朝初，属宜芳县。武周长安三年（703年），以宜芳县分置岚谷县，属岚州，有岢岚军。其后历经变化，明朝洪武八年（1375年），设岢岚县，后复升为岢岚州。民国初年，复为岢岚县。

## 行政区划
岢岚县下辖2个镇、10个乡：
岚漪镇、三井镇、宋家沟镇、高家会乡、李家沟乡、水峪贯乡、西豹峪乡、温泉乡、阳坪乡和大涧乡。

## 人口
截至2020年11月1日零時，岢嵐縣常住人口為69324人。

## 交通
域内交通便利，有火车通往太原和大同方向。路经岢岚的忻（州）保（德）高速公路于2011年12月通车。同时， 209国道路经该县。区域地广人稀，特产有红芸豆、山羊、胡麻油、银盘蘑菇、杂粮、沙棘等。